# Gugudan
Gugudan (coreeană: 구구단), de asemenea, stilizat ca gu9udan sau gx9 a fost o trupă sud-coreeană înființată în 2016 de Jellyfish Entertainment. Trupa a debutat pe 28 iunie 2016, cu EP-ul Act. 1 The Little Mermaid. A avut 8 membre: Mimi, Hana, Haebin, Nayoung, Sejeong, Sally, Soyee și Mina. A noua membră Hyeyeon a părăsit trupa în octombrie 2018.
După doi ani fără activitate, Gugudan s-au despărțit pe 31 decembrie 2020.

## Istoric

### Pre-debut
În ianuarie 2016, Nayoung, Sejeong și Mina au fost introduse ca primele stagiare ale Jellyfish Entertainment în cadrul emisiunii de supraviețuire Mnet, Produce 101, unde 101 de stagiare din diferite companii au concurat pentru a debuta într-un grup de fete cu unsprezece membri care ar promova pentru un an sub YMC Entertainment. După plasarea pe locul 2 și respectiv pe locul 9 în episodul final, Sejeong și Mina au debutat ca membri ai trupei I.O.I în mai 2016.

### 2016: Debutul cu Act. 1 The Little Mermaid
În ciuda faptului că a negat rapoartele anterioare despre debutul lui Sejeong și Mina într-un grup de fete cu 3 membri în iunie, Jellyfish Entertainment a confirmat pe 7 iunie că cei doi membri I.O.I vor debuta în cursul lunii în ceea ce ar fi primul grup de fete al companiei. Datorită condițiilor speciale ale YMC Entertainment în care membrii I.O.I au voie să desfășoare activități în cadrul companiilor respective în timp ce I.O.I era în pauză sau în timp ce grupul promova în subunități, nu au existat complicații cu planul.
Nayoung a fost, de asemenea, confirmat ca membru pe 10 iunie și pe 13 iunie, Jellyfish Entertainment a dezvăluit că Gugudan va fi un grup format din nouă membri. Pe 17 iunie, Jellyfish Entertainment a anunțat numele grupului.
În urma anunțului, pe 24 iunie a fost lansat un amestec important al mini-albumului de debut al grupului. [10]  Au debutat pe 28 iunie 2016 cu mini-albumul Act. 1 The Little Mermaid, cu "Wonderland” ca titlu. Concertul de debut a avut loc la Yes24 Live Hall în aceeași zi cu lansarea albumului.
Gugudan a participat la proiectul anual de iarnă al Jellyfish Entertainment, Jelly Christmas 2016, cu colegii lor de agenție Seo In-guk, VIXX, Park Yoon-ha, Park Jung-ah, Kim Gyu-sun, Kim Ye-won și Jiyul. Piesa principală, "Falling (니 가 내려와)”, a fost lansată digital pe 13 decembrie 2016.

### 2017: Act. 2 Narcissus și Act. 3 Chococo Factory
Al doilea mini-album, Act. 2 Narcissus, și piesa sa principală, "A Girl Like Me”, a fost lansată pe 27 februarie.
Pe 8 noiembrie, grupul a lansat un singur album, Act. 3 Chococo Factory, cu piesa principală, "Chococo". Înainte de lansare, s-a anunțat că Soyee va intra în pauză pentru a-și reveni complet după o leziune la umăr pe care a avut-o încă de la debutul ei.

### 2018: Act. 4 Cait Sith, Act. 5 New Action, debutul japonez și plecarea lui Hyeyeon

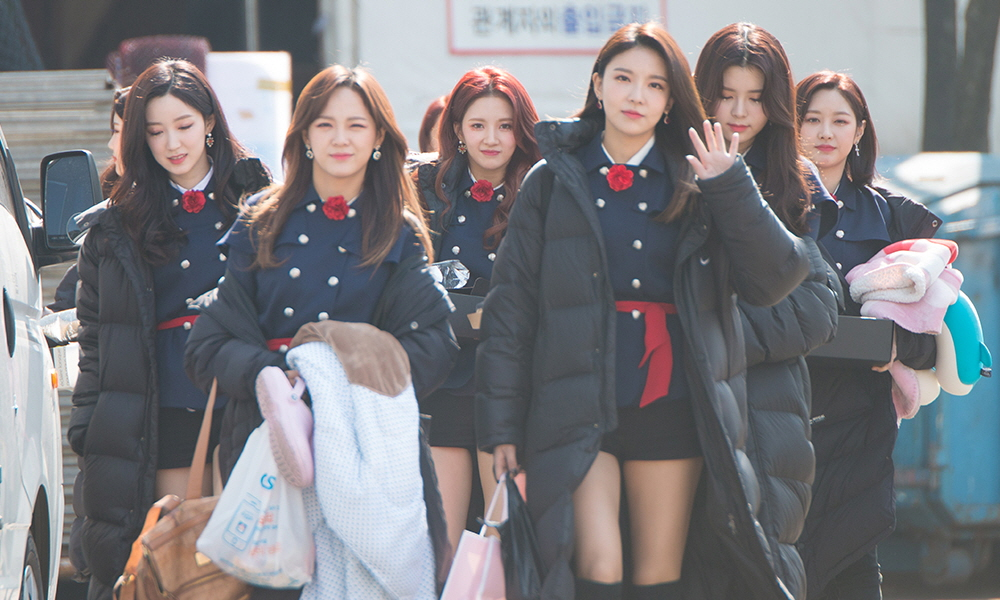
Gugudan în martie 2018

Pe 1 februarie, Gugudan a lansat al doilea album single Act. 4 Cait Sith, cu single-ul principal "The Boots”.
Pe 17 mai, s-a anunțat că cel mai tânăr membru Hyeyeon va lua o pauză temporară de la toate activitățile grupului din cauza problemelor de sănătate.
Gugudan a debutat oficial în Japonia cu lansarea primului lor single japonez "Stand By" pe 19 septembrie. Pe 21 septembrie, Gugudan a organizat concertul de debut și întâlnirea cu fanii intitulată Gugudan 1st Showcase ＆ Fanmeeting "Dear Friend” în Japonia la Tokyo Akasaka Blitz. Grupul a susținut și primul său turneu în Japonia la Osaka și Tokyo, începând cu 7 decembrie 2018.
Hyeyeon a părăsit grupul din motive personale în octombrie 2018.
Pe 6 noiembrie, Gugudan a lansat al treilea EP, Act. 5 New Action, conținând șase piese cu single-ul principal "Not That Type”.

### 2020: Participarea lui Sally la Produce Camp 2020 și despărțirea
Membra chineză Sally a participat la versiunea chineză a emisiunii de supraviețuire Produce 101, Produce Camp 2020, în aprilie. Emisiunea de supraviețuire s-a încheiat cu Sally clasată pe locul șase, făcând-o membru al grupului de fete temporar BonBon Girls 303.
La 30 decembrie, Gugudan își anunțase despărțirea. Programul lor final a fost finalizat la 31 decembrie 2020. Jellyfish Entertainment a anunțat, de asemenea, că toți membrii vor rămâne în companie.

## Subunități

### Gugudan 5959
În iulie 2017, Jellyfish Entertainment a format grupul subunitate numit Gugudan 5959 (coreeană: 구구단 오구 오구; scris și ca „Ogu-ogu”), compusă din cei mai tineri membri Mina și Hyeyeon. Numele "5959” este alcătuit din numerele lor reprezentative în Gugudan: Hyeyeon reprezentând numărul 5 și Mina reprezentând numărul 9. 5959 și-au lansat single-ul de debut, "Ice Chu”, pe 10 august 2017.
După plecarea lui Hyeyeon în octombrie 2018, subunitatea a devenit, prin urmare, inactivă.

### Gugudan SeMiNa
În iunie 2018, Jellyfish Entertainment a format a doua subunitate a Gugudan, compusă din membri Sejeong, Mina și Nayoung, numită Gugudan SeMiNa (coreeană: 구구단 세미나). Numele „SeMiNa” este alcătuit din primele silabe ale numelor membrilor. Gugudan SeMiNa a debutat odată cu lansarea albumului lor auto-intitulat format din două piese pe 10 iulie 2018.

## Discografie

### EP-uri
- Act. 1 The Little Mermaid (2016)
- Act. 2 Narcissus (2017)
- Act. 5 New Action (2018)
- Stand By (japonez) (2018)

### Albume single
- Act. 3 Chococo Factory (2017)
- Act. 4 Cait Sith (2018)

### Single-uri
- Wonderland (2016)
- A Girl Like Me (나 같은 애) (2017)
- Chococo (2017)
- The Boots (2018)
- Not That Type (2018)

## Videografie

### Videoclipuri muzicale
- "Wonderland" (2016)
- "A Girl Like Me (나 같은 애)" (2017)
- "Chococo" (2017)
- "The Boots" (2018)
- "Not That Type" (2018)

## Filmografie

### Televiziune
Gugudan Project: Extreme School Trip (MBC Music; 2016)